# 凹尾网纹蚤
凹尾网纹蚤（学名：Ceriodaphnia megalops）为蚤科网纹蚤属的动物。分布于北半球以及中国大陆的江苏等地，属于广温性物种。其主要生活于湖泊沿岸、缓流的江河以及池塘的水草间，喜居水质清澈处。